# Dhanbad Airport
Dhanbad Airport är en flygplats i Indien.   Den ligger i delstaten Bihar, i den östra delen av landet, 1 100 km sydost om huvudstaden New Delhi. Dhanbad Airport ligger 265 meter över havet.
Terrängen runt Dhanbad Airport är huvudsakligen platt. Dhanbad Airport ligger uppe på en höjd. Runt Dhanbad Airport är det mycket tätbefolkat, med 4 503 invånare per kvadratkilometer. Närmaste större samhälle är Dhanbad, 4,0 km sydost om Dhanbad Airport. Runt Dhanbad Airport är det i huvudsak tätbebyggt.